# Коріков Олег Миколайович
КОРІКОВ Олег Миколайович (19 грудня 1970, Одеса) – український інженер-атомщик. Фахівець у сфері ядерної та радіаційної безпеки, експлуатації атомних електростанцій. З 12 січня 2024 року призначений Головою Держатомрегулювання – Головним державним інспектором з ядерної та радіаційної безпеки України.

## Біографія
Народився 19 грудня 1970 року в місті Одеса.

## Освіта
1994 рік – закінчив Обнінський інститут атомної енергетики за спеціалізацією «Атомні електростанції і установки» та здобув кваліфікацію інженер – фізик-теплоенергетик.
1999 рік – здобув післядипломну освіту в  Міжнародному інституті Менеджменту МІМ-Київ, ступінь «магістр бізнес адміністрування». 

## Кар'єра
З 1993 по 2018 рік працював в ДП НАЕК «Енергоатом». Розпочинав машиністом - обхідником турбінного обладнання 6 групи турбінного відділення експлуатаційного підрозділу енергоблоку №3 Запорізької АЕС.Згодом - директор з інвестицій та перспективного розвитку ДП НАЕК «Енергоатом».
На Південноукраїнській АЕС 8 років опікувався проектами реконструкції системи техводопостачання, будівництва Ташлицької ГАЕС, впровадження технології Holtec.
З 2018 по 2020 рік – Директор департаменту ядерної енергетики та атомно-промислового комплексу Міністерства енергетики та вугільної промисловості України. 
З 2020 по 2021 рік – заступник генерального директора – директор технічний у Державному спеціалізованому підприємстві «Центральне підприємство поводження з радіоактивними відходами».
Із 16 червня 2021 рік – Перший заступник Голови Державної інспекції ядерного регулювання України – заступник Головного державного інспектора з ядерної та радіаційної безпеки України, відповідно до розпорядження Кабінету Міністрів України від 16 червня 2021 року №641-р.
Із 15 грудня 2021 року – виконуючий обов’язки Голови Державної інспекції ядерного регулювання України – Головного державного інспектора з ядерної та радіаційної безпеки України. Розпорядження Кабінету Міністрів України від 15 грудня 2021 року № 1674-р. 
Із 12 січня 2024 року і до теперішнього часу - Голова Державної інспекції ядерного регулювання України – Головний державний інспектор з ядерної та радіаційної безпеки України. Розпорядження Кабінету Міністрів України від 12 січня 2024 року № 34-р. 

## Діяльність

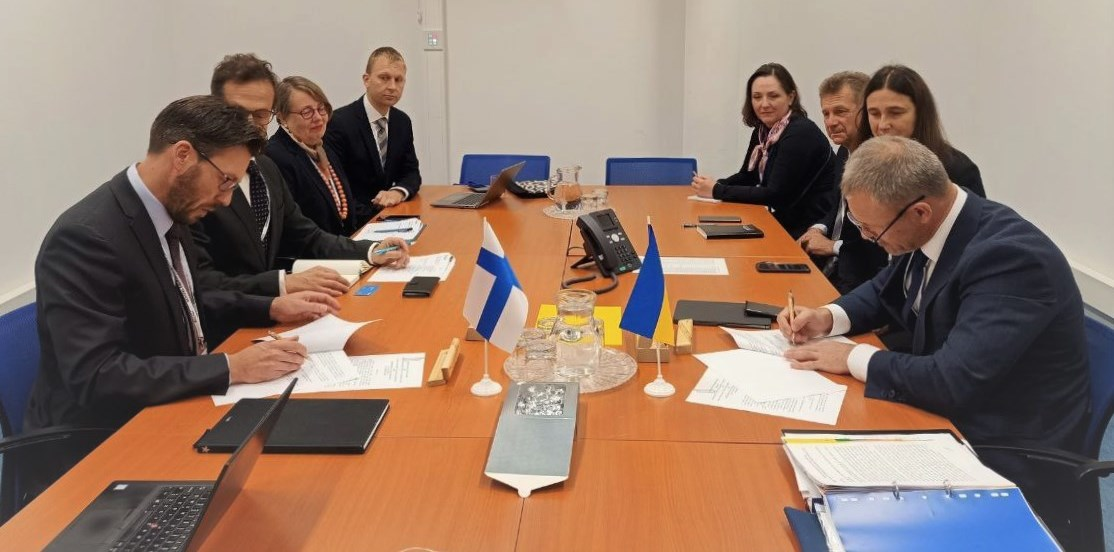
Підписання Меморандуму про взаєморозуміння між Державною інспекцією ядерного регулювання України та Органом з радіаційної та ядерної безпеки Фінляндії (STUK) щодо співробітництва та обміну інформацією у галузі ядерної та радіаційної безпеки.

- 27 вересня 2022 року укладено Меморандуму про взаєморозуміння між Державною інспекцією ядерного регулювання України та Органом з радіаційної та ядерної безпеки Фінляндії (STUK)[en] щодо співробітництва та обміну інформацією у галузі ядерної та радіаційної безпеки.[2]

- 1 серпня 2023 року між Державною інспекцією ядерного регулювання та Комісією ядерного регулювання Сполучених Штатів Америки підписано Домовленість про обмін технічною інформацією та співробітництво у сфері ядерної безпеки. [3]
- 15 серпня 2023 року між Державною інспекцією ядерного регулювання та Канадською комісією з ядерної безпеки[en] підписано Меморандум про взаєморозуміння для співробітництва та обміну інформацією з питань ядерного регулювання. [4]
- Національна доповідь про виконання зобов’язань України відповідно до Конвенції про ядерну безпеку. [5]
- Доповідь про стан ядерної та радіаційної безпеки в Україні в 2022 році. [6]
- Держатомрегулюванням внесено зміни до ліцензій на експлуатацію енергоблоків №№ 3-6 Запорізької АЕС. [7]

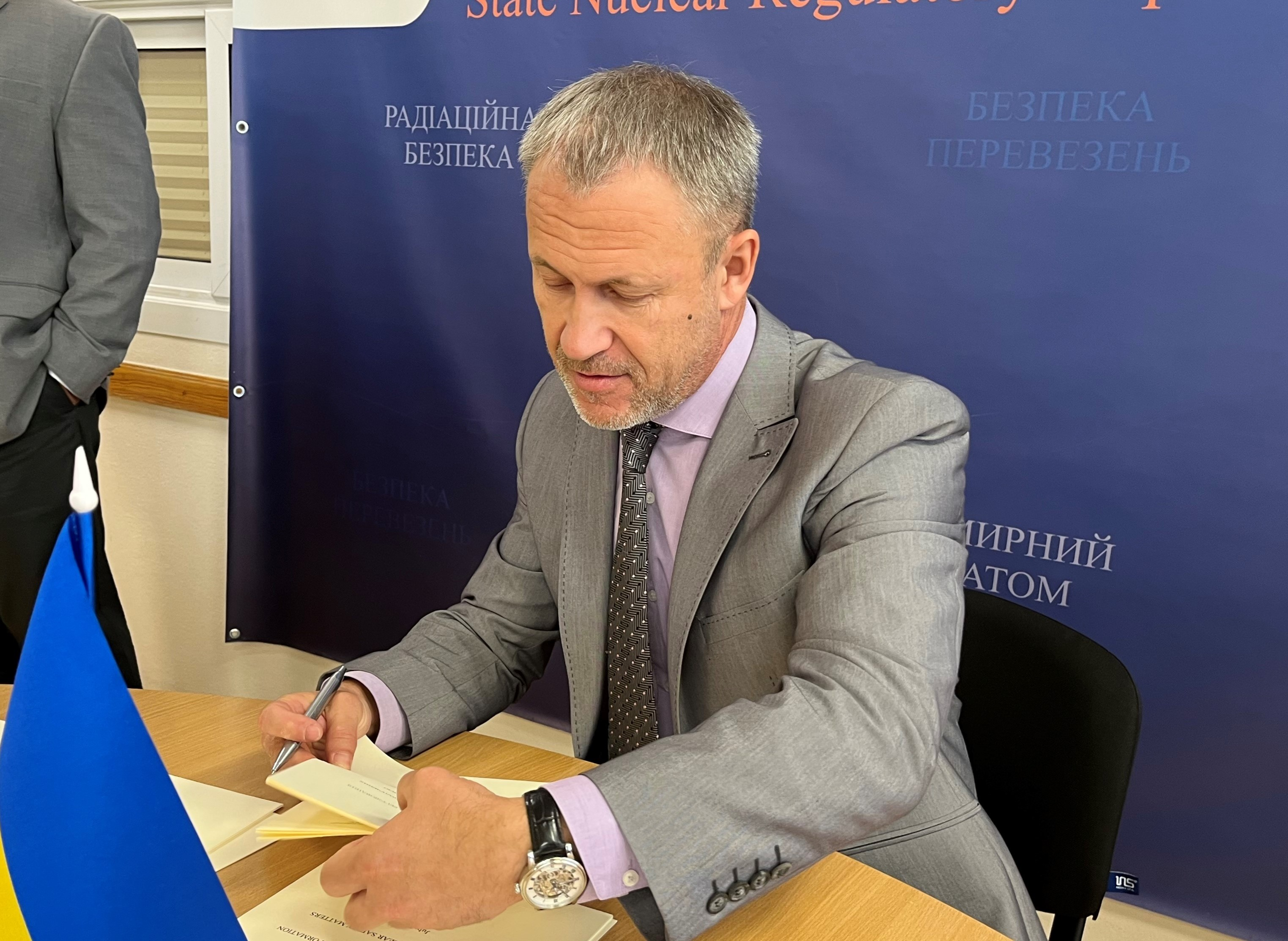
Олег Коріков підписує Домовленість про обмін технічною інформацією та співробітництво у сфері ядерної безпеки з Комісією ядерного регулювання Сполучених Штатів Америки (US NRС)